# Аллен, Алек
Александер Леонард (Алек) Аллен (англ. Alexander Leonard (Alec) Allen; 1 февраля 1895, Пенарт, Вейл-оф-Гламорган — 7 марта 1972, Пенарт, Вейл-оф-Гламорган) — валлийский хоккеист на траве, валлийский и британский судья по хоккею на траве. Участник летних Олимпийских игр 1948 и 1952 годов.

## Биография
Алек Аллен родился 1 февраля 1895 года в британском городе Пенарт.
В 1920-е годы играл в хоккей на траве за «Пенарт».
В 1938 году дебютировал в качестве судьи международного матча по хоккею на траве: он был арбитром матча между сборными Англии и Шотландии в Грейт-Кросби.
В 1948 году судил матчи хоккейного турнира летних Олимпийских игр в Лондоне. Работал на поединках группового этапа Нидерланды — Бельгия (4:1), Пакистан — Бельгия (2:1), Пакистан — Франция (3:1), полуфинале Индия — Нидерланды (2:1), матче за 3-4-е места Нидерланды — Пакистан (1:1) и его переигровке (4:1).
В 1952 году судил матчи хоккейного турнира летних Олимпийских игр в Хельсинки. Работал на поединках 1/8 финала ФРГ — Польша (7:2), 1/4 финала Пакистан — Франция (6:0), полуфинале Нидерланды — Пакистан (1:0), финале Индия — Нидерланды (6:1).
Был активным деятелем хоккейной ассоциации Уэльса, где занимал ряд должностей, в том числе вице-президента. В 1939—1953 годах входил в её отборочную комиссию.
Увлекался рыбалкой. Некоторое время работал коммивояжёром в фирме, выпускавшей рыболовные снасти. В 1933 году поймал самую тяжёлую пресноводную рыбу в истории Великобритании — осетра массой 176 кг. Это достижение было внесено в Книгу рекордов Гиннесса и к 2012 году не было побито.
Умер 7 марта 1972 года в Пенарте.